# Казімеж Саббат
Казимєж Александер Саббат (пол. Kazimierz Aleksander Sabbath; 27 лютого 1913, с. Беліни Келецька губернія, Королівство Польське, Російська імперія (нині Свентокшиського воєводства Польщі) — 19 липня 1989, Лондон) — польський політичний і державний діяч, прем'єр-міністр уряду Польщі в вигнанні (1976—1986) і Президент Польщі (у вигнанні) з 8 квітня 1986 по 19 липня 1989).

## Біографія
Син музиканта. До 1939 року вивчав право у Варшавському університеті. Учасник Другої світової війни. Служив у флоті, з кораблями ВМФ Польщі пішов у Англію. Мав поранення. Наприкінці війни був референтом Генерального штабу у справах молоді.
У 1948 демобілізований. Зайнявся бізнесом. Брав участь у суспільному житті поляків в еміграції. Працював у виконавчих органах руху національної єдності.
У 1976—1986 — прем'єр, а з 1979 року — одночасно міністр закордонних справ уряду Польщі у вигнанні.
У 1986—1989 — Президент Польщі (у вигнанні).
Помер від серцевого нападу. Похований на лондонському кладовищі Gunnersbury.